# Bogaardenklooster (Maastricht)
Het Bogaardenklooster, ook Begaarden- of Begardenklooster, was een klooster van begarden in de Nederlandse stad Maastricht, gelegen aan de Witmakersstraat. In de late middeleeuwen werden in het klooster handschriften gekopieerd, waaronder diverse exemplaren die de transitie naar de boekdrukkunst markeren.

## Geschiedenis
De begarden waren de mannelijke tegenhangers van de begijnen. De begardengemeenschappen ontstonden in de dertiende eeuw, maar het stichtingsjaar van de Maastrichtse vestiging is niet bekend. Het aantal bogaarden bedroeg gemiddeld zestien. Ze verdienden aanvankelijk de kost met weven, zoals ook in andere bogaardenkloosters in de Nederlanden. Die activiteit bracht hen in conflict met het lakenweversambacht (gilde), een conflict dat pas eindigde eindigde toen ze zich onderwierpen aan de gildebepalingen. In 1484 breidden ze hun weefactiviteiten uit, maar niet lang daarna moesten ze het aantal weefgetouwen op last van de magistraat terug brengen naar acht vanwege onevenredige concurrentie.
In 1346 of 1359 namen ze, net als veel andere vestigingen van begijnen en begarden in die tijd, de kloosterregel van de derde orde van Sint-Franciscus aan, waarmee ze tot de franciscaner tertiarissen gingen behoren. Wat betreft hun weefactiviteiten, trachtten ze zich los te maken van het lakenweversambacht, wat pas in de zeventiende eeuw lukte. In de vijftiende en zestiende eeuw legden ze zich meer en meer toe op het kopiëren en inbinden van boeken. Vanwege hun kopieeractiviteiten werden in de kloosterbibliotheek meerdere kostbare manuscripten bewaard. Daaronder bevond zich het Leven van Sint-Servaas, dat tot de opheffing in 1796 in het Bogaardenklooster verbleef. Een met name bekende kopiist uit het klooster was Jan ("de Test") van Emmerick (ca. 1440-1503). Enkele bogaarden gaven onderwijs (Latijn en Nederlands).

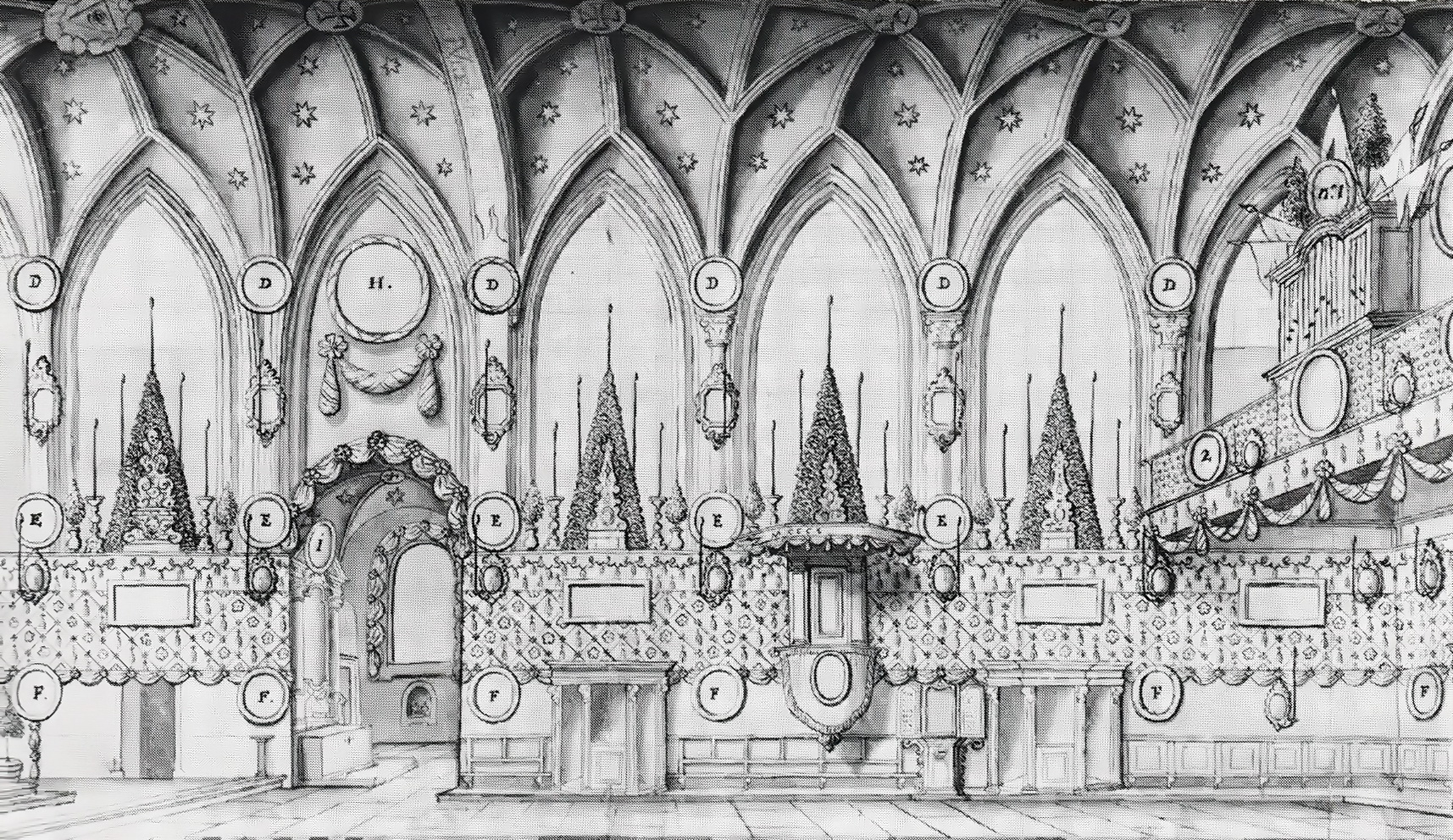
Versierd interieur van de kapel bij het eeuwfeest van de Aartsbroederschap van de Allerheiligste Drievuldigheid in 1746

In 1646 werd in de Bogaardenkapel de Aartsbroederschap van de Allerheiligste Drievuldigheid opgericht, die zich inzette voor de bevrijding van christenslaven uit het Ottomaanse Rijk en Noord-Afrika (zie: Barbarijse slavenhandel). In 1670 had de aartsbroederschap circa 10.000 leden, velen van buiten Maastricht, onder andere uit het Land van Loon, de Landen van Overmaze en het Land van Gulik, maar ook uit de Rijnstreek (Koblenz) en Noord-Holland (Alkmaar, Medemblik, Purmerend). Vanaf eind 17e eeuw liep de belangstelling vanuit deze verder weg gelegen regio's af. De broederschap organiseerde een tiental keren per jaar processies, waarbij aflaten konden worden verdiend. De aartsbroederschap was kapitaalkrachtig, onder andere door de inschrijfgelden van leden en door schenkingen van legaten. Regelmatig werden zilveren voorwerpen of kostbare vaandels aangeschaft voor de liturgie of om meegedragen te worden in processies. In 1707 werd een deel van de kloostergebouwen vernieuwd. In 1746 werd het eeuwfeest op luisterrijke wijze gevierd.
In 1748 werden de bogaarden door de Franse bezetters gedwongen om het lichaam van de als Franse spion opgehangen Maastrichtenaar Simon Aldenhoven in hun kloosteromgang te begraven. Na de verovering van Maastricht door generaal Kléber moesten de bogaarden hun vermogen inleveren, waaronder het grootste deel van de zilverschat van de aartsbroederschap. Op 1 september 1796 werd het klooster door de Fransen opgeheven. Er waren toen nog elf broeders en vier werkbroeders aanwezig.

## Nalatenschap

### Onroerend erfgoed
Van de middeleeuwse kloostergebouwen is voor zover bekend niets overgebleven. De Bogaardenkapel, gewijd aan de aartsengel Michaël en apostel Bartolomeüs, werd vermoedelijk in de 19e eeuw gesloopt. Van de vroeg-achttiende-eeuwse uitbreiding of verbouwing getuigt het chronogram uit 1707 op de poortomlijsting van Witmakerstraat 5. Waarschijnlijk behoorde dit pand en enkele aangrenzende huizen (nr. 7, mogelijk ook nr. 9) tot het kloostercomplex. Ze werden later verbouwd tot woonhuizen en zijn alle rijksmonumenten. Het aan de Jeker gelegen achterhuis van Witmakersstraat 9, zou de brouwerij van het klooster zijn geweest en bevat een moderne (of vernieuwde?) gevelsteen met een plattegrond van het kloostercomplex en de tekst 16  DEN BEGAERDENHOF 25.

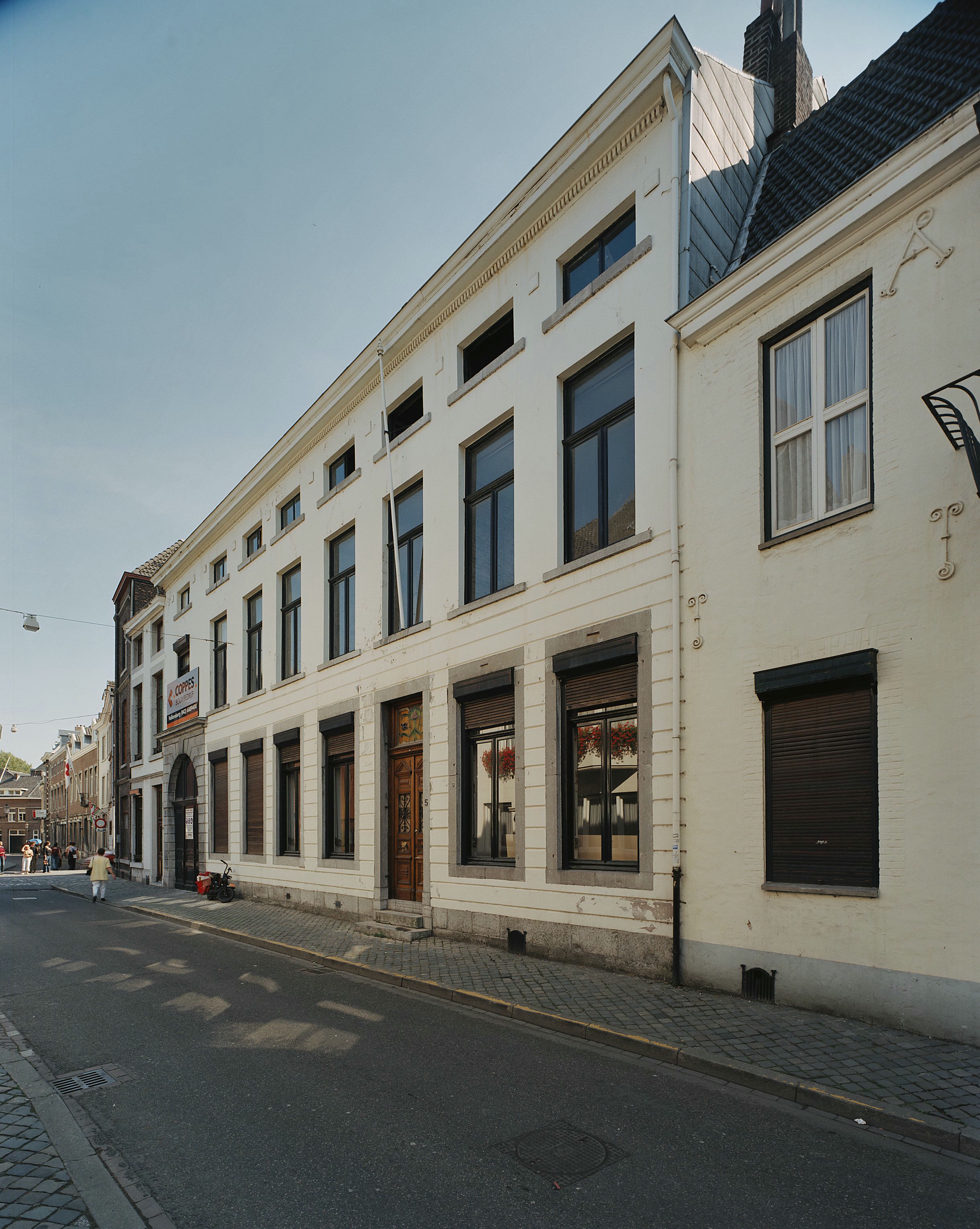
Witmakersstraat 5
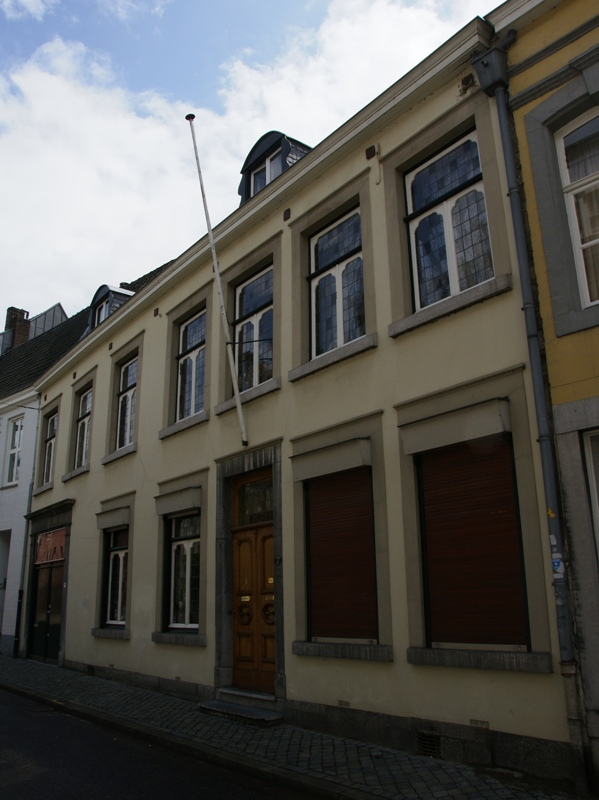
Witmakersstraat 7
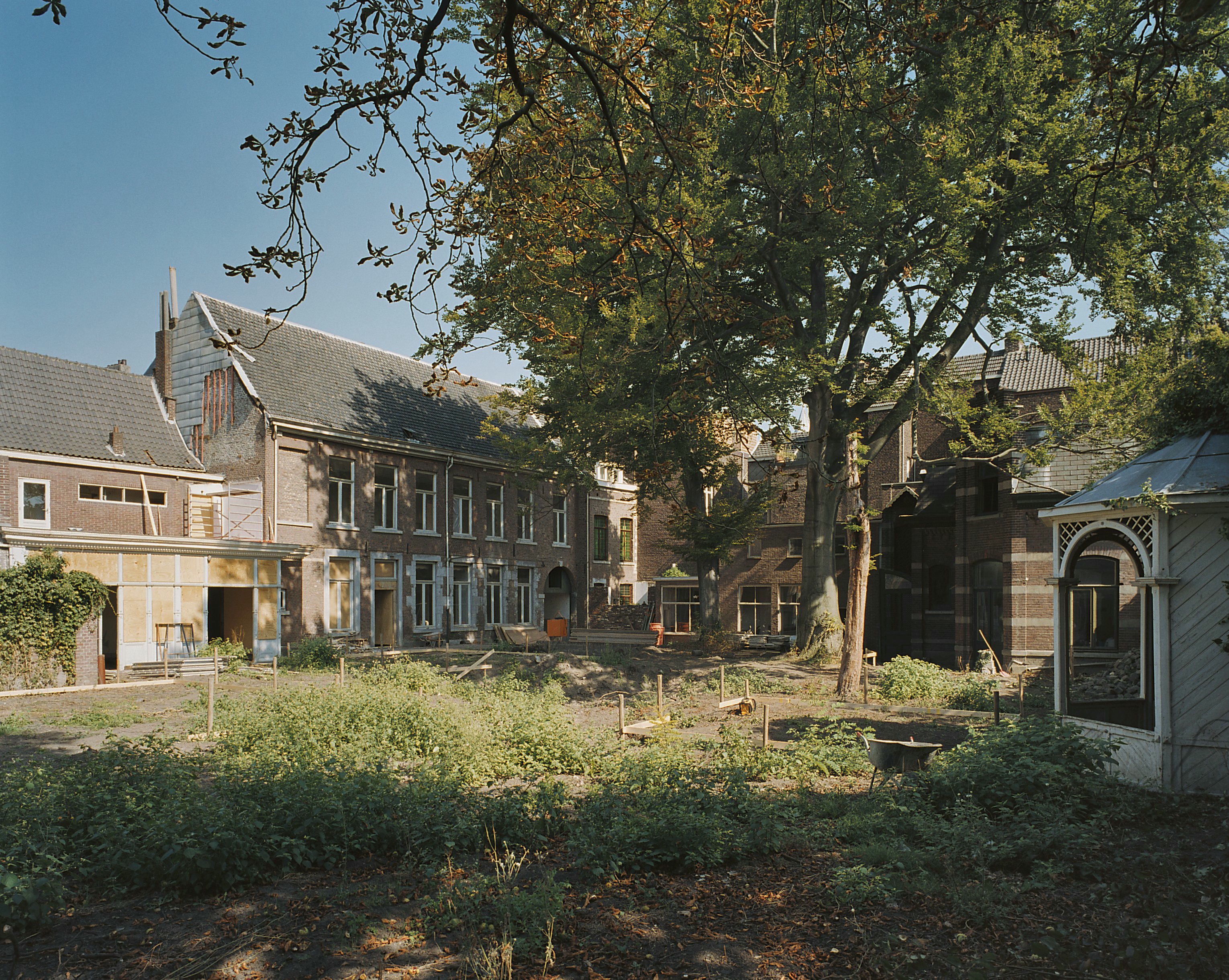
Tuin achter nrs. 5-7. Op de plek van de bomen stond de kapel
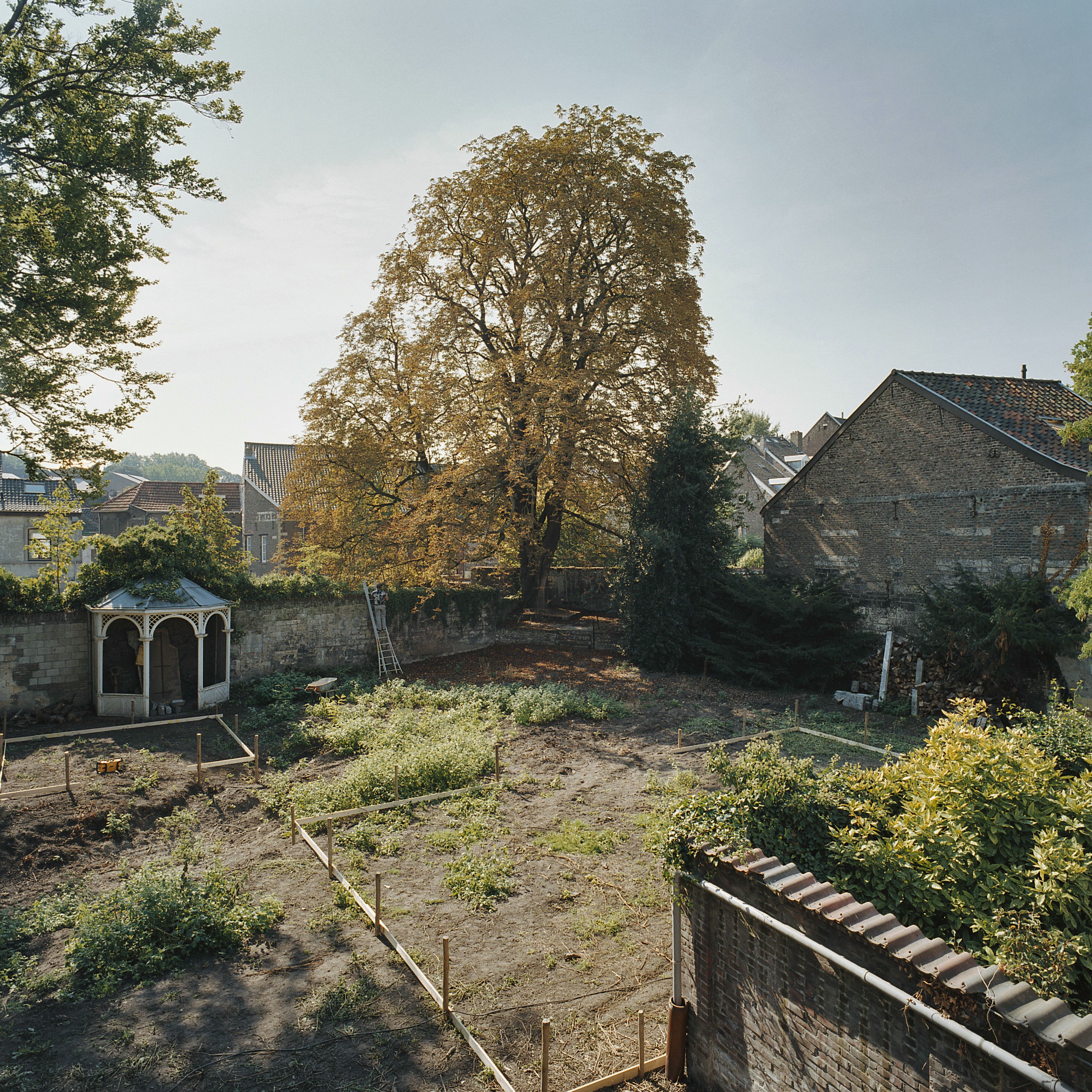
Idem. Rechts het vm. brouwerijhuis achter nr. 9

### Handschriften
Van de door de Maastrichtse bogaarden vervaardigde handschriften zijn nog zes Latijnse en 23 Middelnederlandse bewaard gebleven. Die laatste categorie vertegenwoordigt daarmee meer dan de helft van de in totaal veertig bekende Maastrichtse handschriften. Exemplaren bevinden zich onder andere in de Stadsbibliotheek Maastricht, de Universiteitsbibliotheek Utrecht, de Koninklijke Bibliotheek in Den Haag (KB), de Universiteitsbibliotheek Groningen, de Koninklijke Bibliotheek in Brussel en Harvard University Library. Enkele manuscripten in de KB, onder andere met een tekst van Jan van Ruusbroec, zijn omstreeks 1470 gekopieerd door een bogaard die tevens kopiist van het Sint-Servaaskapittel was. Het manuscript met de Sint-Servaaslegende, in het derde kwart van de 16e eeuw vervaardigd voor Hendrick Lenssen, die in het Bogaardenklooster les gaf, bevindt zich sinds 1880 in de Universiteitsbibliotheek Leiden. Van de circa vijftien bewaard gebleven manuscripten geproduceerd in het Maastrichtse Sint-Andriesklooster zijn er minimaal twee door de bogaarden ingebonden in leer met ingestanste decoraties.

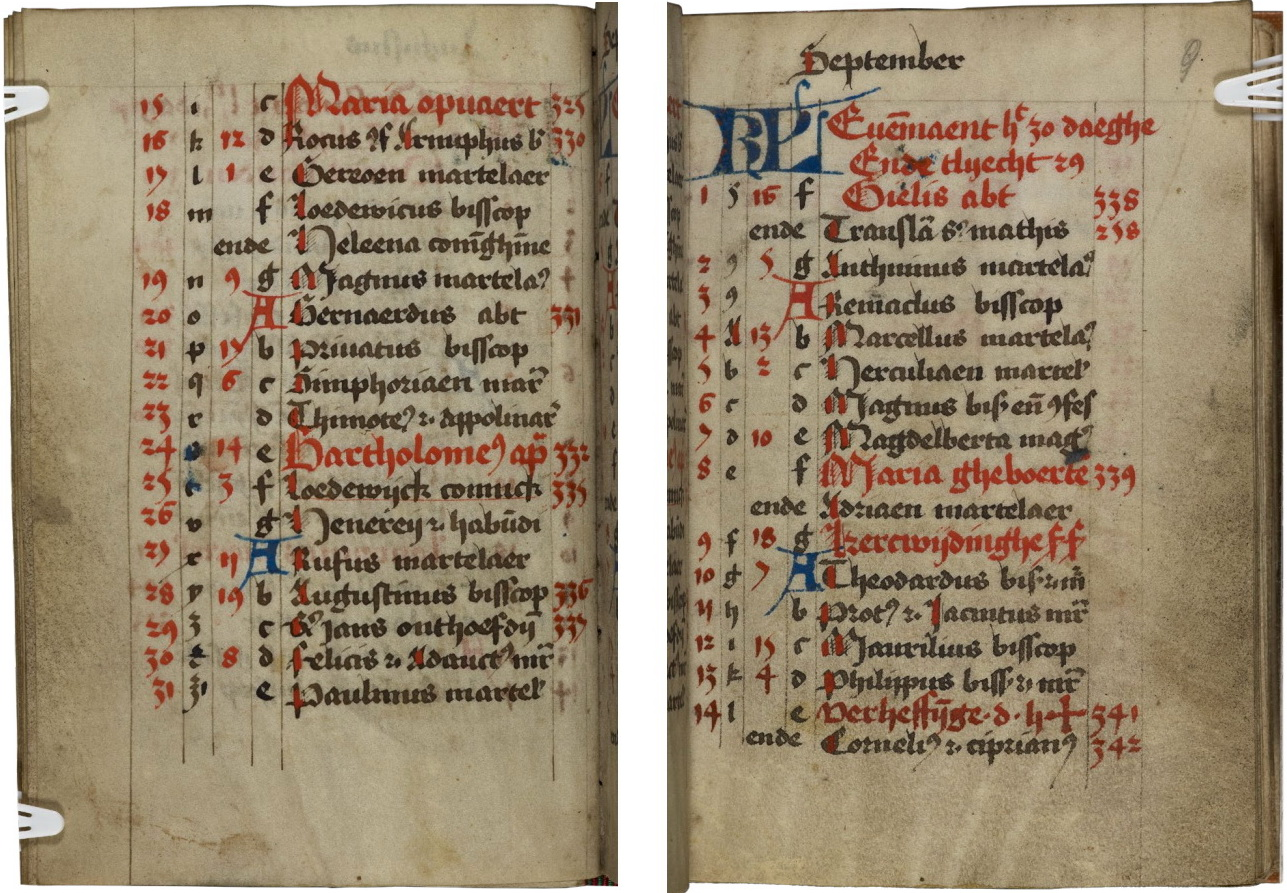
Heiligenkalender ±1525 voor de periode 15 aug. t/m 14 sept. Het feest van Bartolomeüs (24 aug.) en het kerkwijdingsfeest (9 sept.) krijgen extra aandacht van de kopiist
(British Library, Add. Ms 31002, f. 8v-9r)

De Amerikaanse handschriftdeskundige Kathryn M. Rudy ontdekte begin 21e eeuw dat verschillende handschriften uit het Maastrichtse Bogaardenklooster geïllustreerd waren met ingeplakte gravures, die van elders afkomstig waren. Door deze relatief goedkope en weinig tijdrovende techniek kon het klooster geïllustreerde boeken aanbieden tegen een aantrekkelijke prijs. Wanneer een illustratie niet voorhanden was, bewerkte de kopiist in sommige gevallen een bestaande gravure zodanig dat deze bruikbaar was. Ook werden gravures ingekleurd en voorzien van een sierlijke rand. Professor Rudy ontdekte onder andere dat een zestigtal vijftiende- en zestiende-eeuwse gravures in de prentencollectie van het British Museum onderdeel was geweest van het handschrift Add. MS 24332 in de collectie van de British Library. Uiteindelijk bleek het om circa 150 gravures en houtsnedes uit Duitsland en de Nederlanden te gaan, waarvan een deel vervaardigd door Israhel van Meckenem (ca. 1445-1503) Het handschrift zelf (inclusief het 'plakwerk') schreef Rudy toe aan Jan van Emmerick en minstens één andere kopiist. Later ontdekte Rudy, eveneens in het British Museum, een nog grotere collectie van 231 'verweesde' gravures, waarvan het spoor opnieuw naar het Bogaardenklooster leidde, nu circa vijfentwintig jaar later. Het vroeg-zestiende-eeuwse boek waar deze prenten uit afkomstig bleken, bevindt zich ook in dit geval in de British Library (Add. MS 31002). Alle afbeeldingen, met uitzondering van een gravure en drie tekeningen, zijn eruit verwijderd. Een van de bewaard gebleven tekeningen staat afgebeeld bij een gebed ter gelegenheid van het kerkwijdingsfeest en toont een kapel, wellicht de eigen Bogaardenkapel. Beide handschriften in de British Library bevatten een heiligenkalender (calendarium), die tevens dienst doet als inhoudsopgave, volgens Rudy ongebruikelijk voor die tijd. Het Bogaardenklooster bleek aldus een belangrijke rol te hebben gespeeld in de transitie van het handgeschreven boek naar het gedrukte. Na een aantal kleinere publicaties, verscheen in 2019 een uitgebreide studie van prof. Rudy naar het fenomeen van het "knippen en plakken" in de late middeleeuwen, met veel aandacht voor die praktijk in het Maastrichtse klooster.

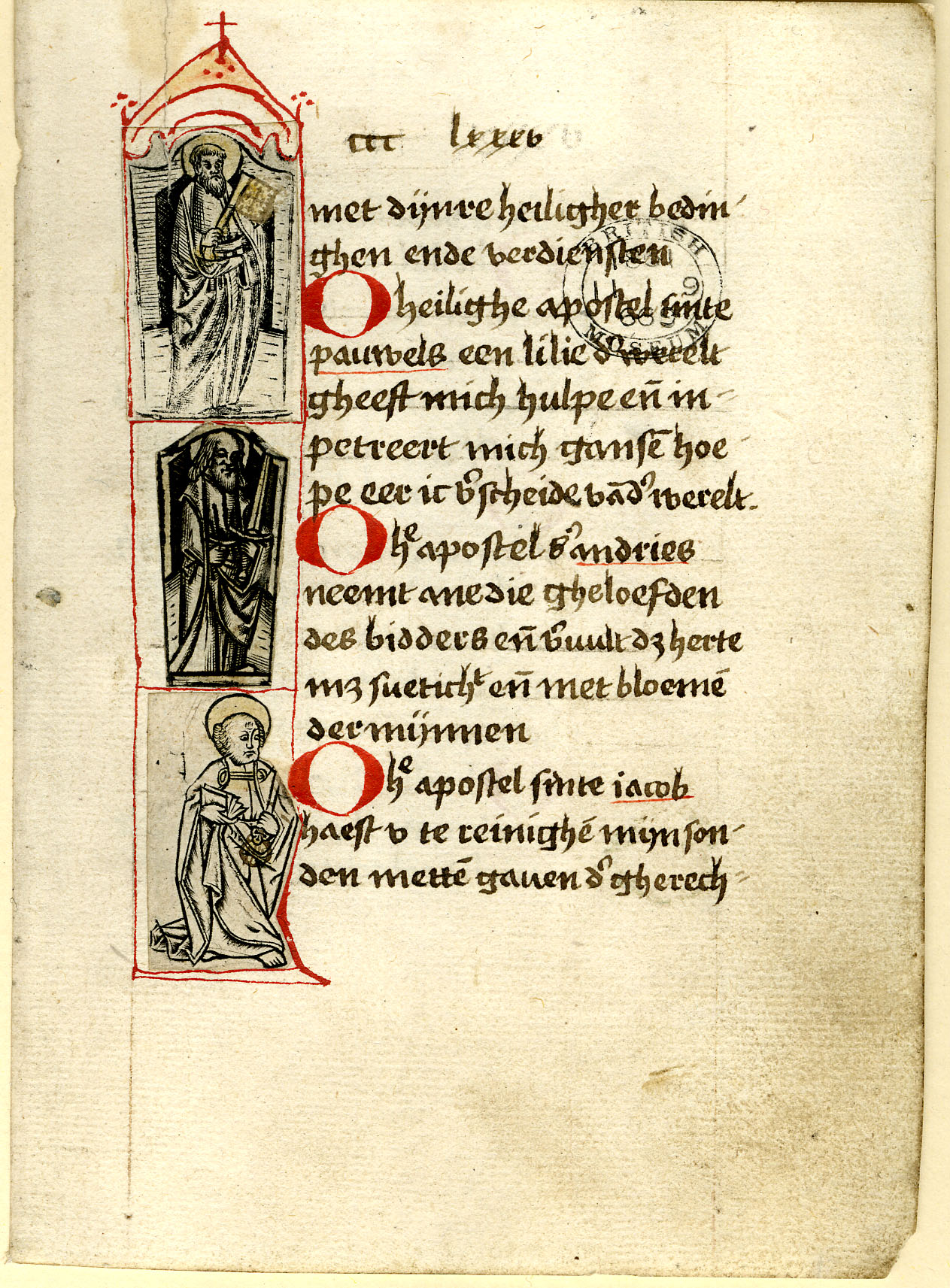
Add. MS 24332: tekst met ingeplakte en deels gewijzigde 'plaatjes' van heiligen
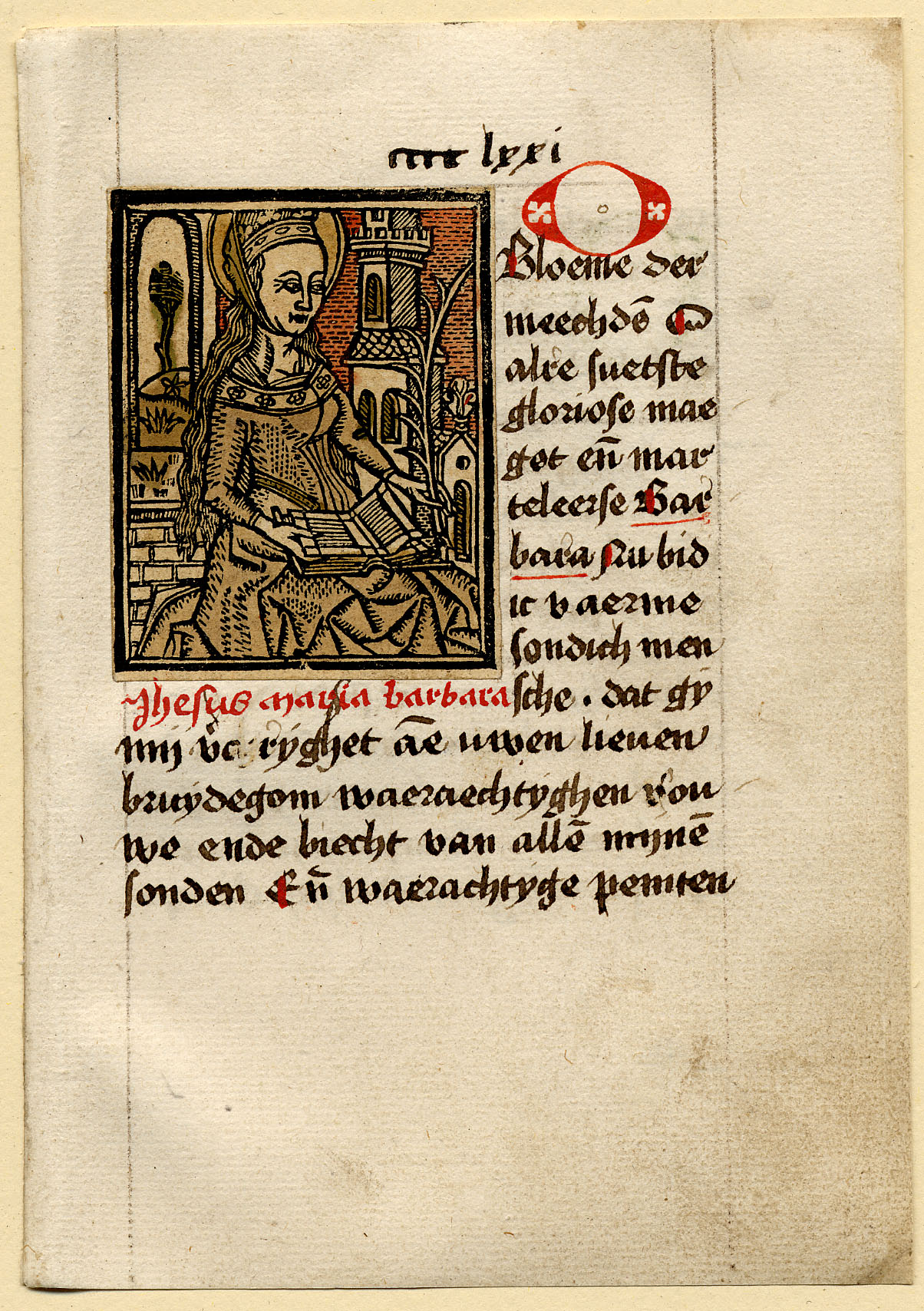
Idem: gebed tot Sint-Barbara met toegevoegde en ingekleurde houtgravure
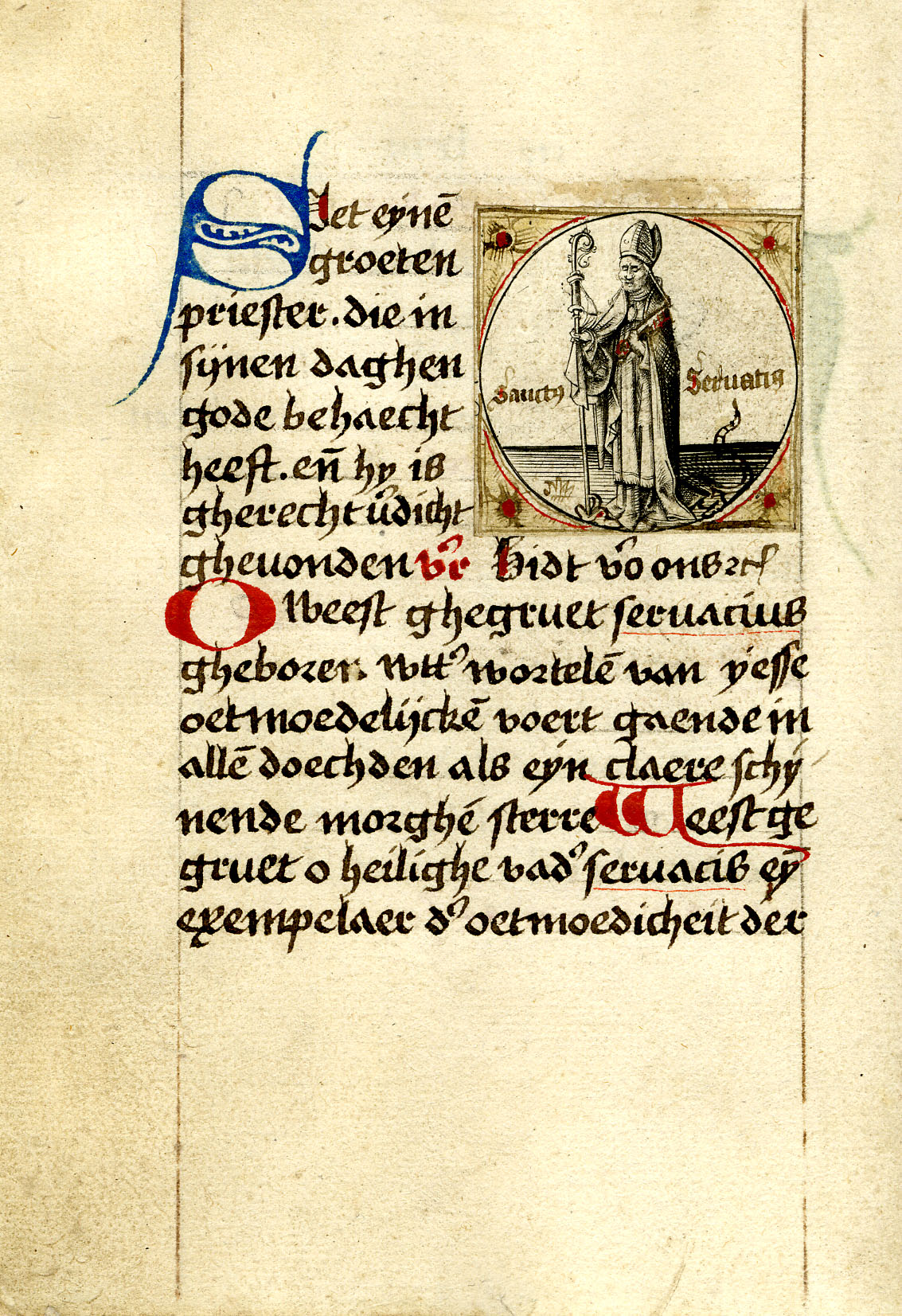
Idem: gebed tot Sint-Servaas met gewijzigde gravure van de heilige
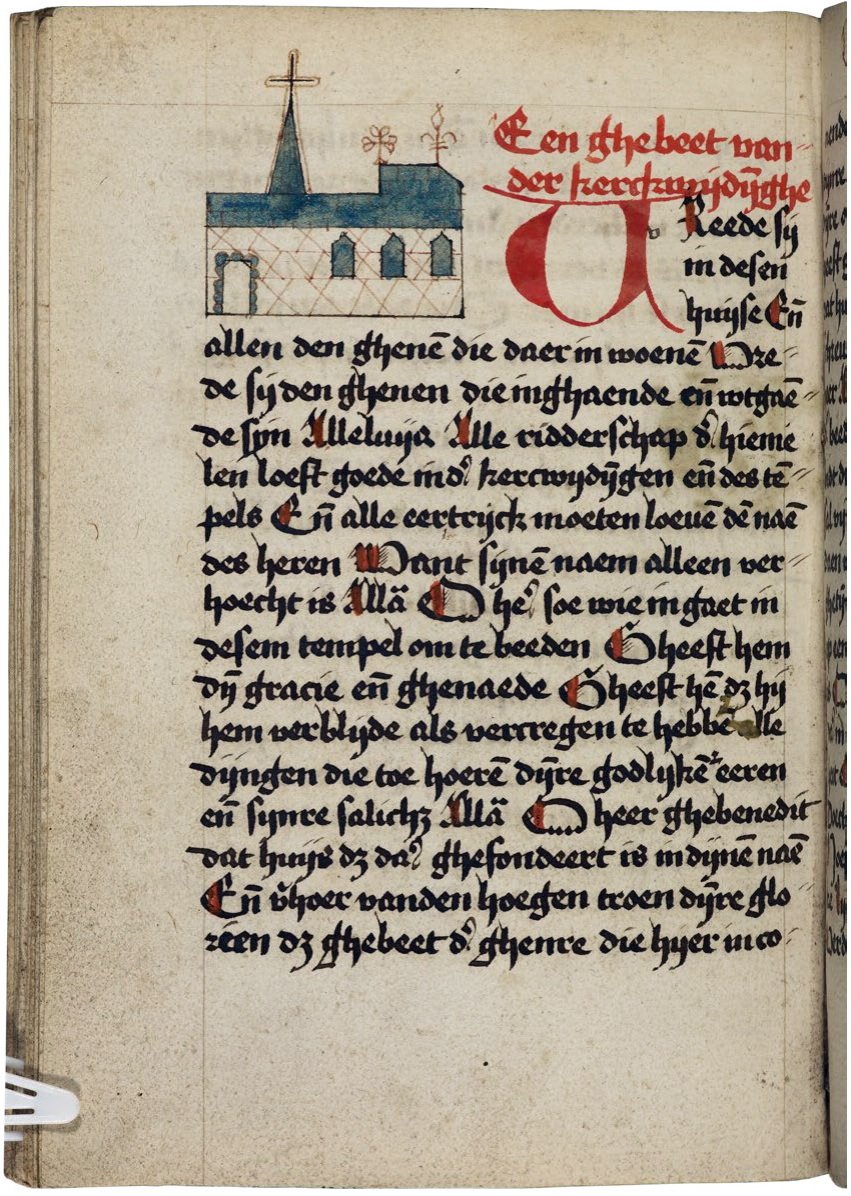
Add. Ms 31002: tekening van de (eigen?) kapel bij een kerkwijdingsgebed

### Overig erfgoed
Een van de kostbaarste bezittingen van het Bogaardenklooster was een ivoren afbeelding van Christus, maar deze is na de opheffing van het klooster verloren gegaan.Enkele zilveren plaquettes van de Aartsbroederschap van de Allerheiligste Drievuldigheid bevinden zich thans in de Schatkamer van de Onze-Lieve-Vrouwebasiliek. Het archief van de aartsbroederschap ging eveneens naar de Onze-Lieve-Vrouwekerk, maar is thans onderdeel van het Gemeente Archief Maastricht.
De in het Statenkwartier gelegen Bogaardenstraat (vicus Beggardorum, voor het eerst vermeld in 1316) verwijst mogelijk naar een eerdere locatie van het Bogaardenklooster. Een andere mogelijkheid is dat de straat vernoemd is naar het Sint-Andriesklooster, ontstaan uit een vestiging van begijnen, mogelijk in een eerder stadium ook begarden. In 1316 lag dit klooster nog buiten de (tweede) stadsomwalling van Maastricht. De vicus Beggardorum leidde dan, mogelijk vanaf een poterne tegenover de Helmstraat, naar de begijnen cq. begarden. De zusters van Sint-Andries hielden zich net als de bogaarden bezig met het kopiëren van handschriften.